# Tulou de Fuquiém
Tulou de Fuquiém (chinês tradicional: 福建土樓, chinês simplificado: 福建土楼, pinyin: Fújiàn Tǔlóu) é um tipo de moradia rural chinesa do povo Hacá nas regiões montanhosas do sudeste de Fuquiém, na China. A maioria foi construída entre os Séculos XII e XX.
Um tulou é uma construção grande e fortificada, com formato comumente retangular ou circular, com paredes bem espessas e que pode abrigar mais de 80 famílias. As construções de interior menor são envoltas por estas paredes altas e podem conter armazéns, poços e a´reas comuns, com a estrutura toda lembrando uma cidade fortificada.
As estruturas externas fortificadas são compostas de terra compactada, misturada com pedras, bambu, madeira e outros materiais, a fim de conferir mais firmeza às paredes. O resultado é uma construção leve, bem ventilada, à prova de ventos e terremotos, quente no inverno e fresca no verão. Os tulous geralmente possuem apenas um portão, protegido por portas de madeira reforçadas com uma concha externa de placas de ferros. O nível superior dessas construções possuem buracos para canhões com propósitos defensivos.

## Terminologia

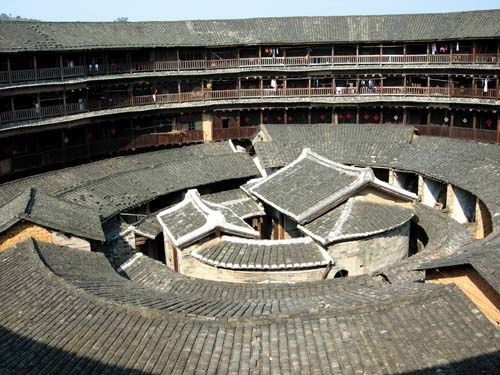
Chengqilou

Desde a década de 1980, o Tulou de Fuquiém tem sido chamado de vários nomes como "tulou Hacá", "morada de terra", "casa forte redonda" ou simplesmente "tulou". "Tulou" (土樓) significa literalmente estruturas da Terra.
Publicações mais antigas sobre os tulous (a primeira data de 1957) falavam sobre tulous como moradias do povo Hacá, primeiramente no Condado de Yongding, no sudoeste de Fuquiém. Entretanto, na década de 1980 pesquisas substanciais também foram publicadas levando em consideração os vizinhos dos Hacás, o povo do Sul de Fuquiém (conhecidos como povo Minnan). Estes foram encontrados primeiramente a leste de Yongding, particularmente no Condado de Nanjing e no Condado de Pinghe, ao sudeste de Fuquiém.
Partes do tulou de Hacá pertencem à categoria de Tulou de Fuquiém. Enquanto todos ao sul de Fuquiém pertencem à categoria de Tulou de Fuquiém, não pertencem ao Tulou de Hacá. Na verdade, o Tulou de Fuquiém não é sinônimo para tulou, mas mais especificamente um subgrupo. Há mais de 20.000 tulous em Fujian, e destes, apenas três mil são Tulou de Fuquiém, localizados no sudoeste da Província de Fuquiém, mais especificamente nas regiões montanhosas do Condado de Yongding na cidade de Longyan e no Condado de Nanjing na cidade de Zhangzhou. Mesmo assim, Tulou de Fuquiém é o nome usado pela UNESCO para denominar todos estes tipos de habitação.
Baseado no significado literal das palavras chinesas tu (土; "Terra") e lou (樓; "construção alta"), pode-se pensar que o termo tulou seja uma descrição genérica de construções altas desta região. Entretanto, essa não é uma definição útil, pois os estudantes de arquitetura tradicional chinesa alegam que este tipo de construção pode ser encontrada em todas as partes da China. Prefere-se usar a definição atual de tulou: " construção alta, com muralhas espessas e usada como residência comunitária".
Baseado na definição acima, Huang Hanmin acredita que haja uma grande variedade de estruturas que também possam ser chamadas de tulou, todas associadas ao povo Hacá ou ao povo Minnan
Para o Tulou de Fuquiém especificamente, Huang Hanmin dá a seguinte definição: "Uma grande construção com múltiplos cômodos nas regiões montanhosas do sudeste de Fuquiém para uma grande comunidade viver e se defender, construída com muralhas espessas e estrutura de madeira"

## UNESCO
A UNESCO inscreveu 46 tulous como Patrimônio Mundial por "serem excepcionais exemplos de tradição de construção e função exemplificando um tipo comum de vida e organização defensiva em uma relação harmoniosa com o seu meio-ambiente"